# デカダンス (バンド)
デカダンス(Decadence)は、スウェーデンのデスラッシュ/メロディックデスメタルバンド。バンドは、自らの音楽性をメロディックスラッシュメタルと述べている。かつては、ケネス・ランツ以外のギタリストの入れ替えが激しかった。2016年の再結成以降は、キティ・サリックとケネス・ランツのデュオ体制で活動を続けている。

## 略歴
2003年に、クリスティアン・リンドホルム (G)、ニクラス・ラドベリ (G)がバンドを立ち上げようとした所に、キティ・サリック (Vo)がシンガーのオーディションを受けに来たことがきっかけで結成。結成後、ピーター・リンドクヴィスト (Ds)が加入する。更に、キティ・サリックの友人のケネス・ランツ (B)がサポートとして参加する。バンド名は、アーチ・エネミーの4thアルバム『Wages Of Sin』収録曲からレヴォナス (Ravenous)となるが、短期間でデカダンス (Decadence)に改名している。
活動開始から半年で、ピーター・リンドクヴィストが脱退し、2004年にパトリック・フロゲリ (Ds)が加入。1stDemo『Land Of Despair』を録音・リリースしている。同デモでは、何故かピーター・リンドクヴィストがドラムを叩いている。更に、兵役によってクリスティアン・リンドホルムが脱退。ニクラス・ラドベリも続いて脱退する。サポートベーシストだったケネス・ランツがリードギタリストに転向して正式メンバーとして加入する。更に、ロベルト・ヴァッキ・セガールンド (B)、ミカエル・ショルンド (Rhythm G)が加入する。
2005年に1stアルバム『Decadence』をリリース。しかし、人間関係の不和から、ミカエル・ショルンド、ロベルト・ヴァッキ・セガールンド、パトリック・フロゲリの3名が解雇される。後任として、ダニエル・グリーン (Rhythm G)、ヨアキム・アントマン (B)、エリック・ロヤス (Ds)が加入する。その後、2ndアルバム『The Creature』をリリース。リリース後、ダニエル・グリーンが脱退。ライブ・セッションとして、ウルフ・ソルマンが参加した。2006年に、キティ・サリックの自主レーベル、HTIレコードが立ち上がる。同年に3rdアルバム『3rd Stage Of Decay』をリリース。日本では、スピリチュアル・ビーストから日本盤がリリースされ、日本デビューを果たした。
2006年から、サイモン・ガレ (Rhythm G)をサポートとしてツアーを行い、2007年にサイモン・ガレは正式メンバーとして加入している。2008年には、更にマサカー・レコードとも契約している。同年秋には、サイモン・ガレが脱退してしまう。それからは、新たなメンバーが加入することなく、ニクラス・スコグクヴィスト (G)がライブ・セッションとして参加している。2009年に4thアルバム『Chargepoint』をリリースする。
2012年1月に、エリック・ロヤスが別バンドでの活動を理由に脱退することと、2人目のギタリストとしてクリスティアン・ヤルヴェンパーが加入することが発表された。更に2月に入って、Insisionなどで活動する、マーカス・ヨンソン (Ds)の加入が発表された。しかし、同年6月に解散することが発表された。
2016年12月下旬、再結成することを発表。再結成時のメンバーは、メタリック・キティ (Vo)とケネス・ランツ (G, B)の2名。再結成発表と同時に翌2017年1月に5thアルバム『Undergrounder』をキティ・サリックの運営するレーベル、ヘヴィ・ドーズ（HTIレコードから改名）からリリース予定であることも公表され、予告通りリリースされた。正式メンバー不在のドラマーには、ナイトレイジやカーナル・フォージのドラマー、ローレンス・ディナマルカが参加している。そのまま、サリックとランツのデュオ体制で活動を継続。2019年に6thアルバム『Six Tape』をリリース。前作同様に、ローレンス・ディナマルカがサポートドラマーとして参加した。

## メンバー

### 現在のメンバー
- "メタリック"・キティ・サリック ("Metallic" Kitty Saric) - ボーカル (2003 - 2012, 2016 - )

トリトン・エニグマでも活動中。
- ケネス・ランツ (Kenneth Lantz) - リードギター、ベース (2004 - 2012, 2016 - )

当初は、サポート・ベーシストとして参加。2004年からリードギタリストとして正式加入。2016年の再結成時より、ギターとベースを兼任する。

### 旧メンバー
- クリスティアン・リンドホルム (Christian Lindholm) - ギター (2003 - 2004)
- ニクラス・ラドベリ (Niclas Rådberg) - ギター (2003 - 2004)
- ミカエル・ショルンド (Mikael Sjölund) - リズムギター (2004 - 2005)
- ダニエル・グリーン (Daniel Green) - リズムギター (2005)
- サイモン・ガレ (Simon Galle) - リズムギター (2007 - 2008)
- クリスティアン・ヤルヴェンパー (Kristian Järvenpää) - ギター (2012)
- ロベルト・ヴァッキ・セガールンド (Roberto Vacchi Segerlund) - ベース (2004 - 2005)
- ヨアキム・アントマン (Joakim Antman) - ベース (2005 - 2012)
- ピーター・リンドクヴィスト (Peter Lindqvist) - ドラムス (2003 - 2004)

キャノピーで活動中。
- パトリック・フロゲリ (Patrik Frögéli) - ドラムス (2004 - 2005)

Rev 16:8、Bloodshedで活動中。
- エリック・ロヤス (Erik Röjås) - ドラムス (2005 - 2012)

Netherbird、Frantic Amberで活動中。
- マーカス・ヨンソン (Marcus Jonsson) - ドラムス (2012)

Remasculate、Insisonでも活動。

## ディスコグラフィ
- 2004年 Land Of Despair (Demo)
- 2005年 Decadence
- 2005年 The Creature
- 2006年 3rd Stage Of Decay
- 2009年 Chargepoint
- 2017年 Undergrounder
- 2019年 Six Tape